# Axiom (Album)
Axiom ist ein Jazzalbum von Christian Scott aTunde Adjuah. Die am 10. März 2020 im New Yorker Jazzclub Blue Note entstandenen Aufnahmen erschienen am 28. August 2020 auf Stretch Music/Ropeadope. Der Mitschnitt entstand kurz vor dem Lockdown in Folge der COVID-19-Pandemie in New York City.

## Hintergrund
Axiom ist Adjuahs drittes Live-Album. Die beiden vorherigen sind Live at Newport (2008) und Ninety Miles Live at Cubadisco (mit Stefon Harris und David Sánchez, 2011). Die neuen Live-Aufnahmen fanden am 10. März 2020 statt. Scott trat in New Yorks Jazzclub Blue Note auf, als die Unsicherheit in Folge der COVID-19-Pandemie die Welt erfasste. Scott war zu diesem Zeitpunkt fest entschlossen, die geplanten Auftritte beizubehalten, und beschloss, die Show fortzusetzen. Er oder seine Band wussten nicht, dass dies für einige Zeit ihre letzte Show sein würde. Sein Septett besteht aus der Flötistin Elena Pinderhughes, dem Altsaxophonisten Alex Han, dem Schlagzeuger Weedie Braimah, Lawrence Fields (Piano, Keyboard), dem Bassisten Kris Funn und dem Schlagzeuger Corey Fonville. Der Bandleader spielt Trompete, Adjuah-Trompete, Sirene und Reverse-Flügelhorn.
Sunrise in Beijing stammt im Original vom Album Stretch Music (2015), I Own the Night vom Vorgängeralbum Ancestral Recall (2019). Guinnevere ist ein Stück, das ursprünglich von dem Singer-Songwriter David Crosby geschrieben wurde; gleichzeitig steht es in Verbindung mit Miles Davis, der es 1970 mit großer künstlerischer Freiheit interpretierte (es erschien auf der Kompilation Circle in the Round). Scotts Band tendiert eher zur Davis-Version als zum Original, schrieb Bob Shepherd. Unterschiede lägen in den Feinheiten; während Miles’ Ton weicher war und vor dem Hintergrund von Klängen aus dem Fernen Osten, Afrika und dem Rock platziert wurde, ist Scotts Version heller und interagiert mehr mit den Einflüssen aus Hip-Hop und Contemporary R&B.

## Titelliste

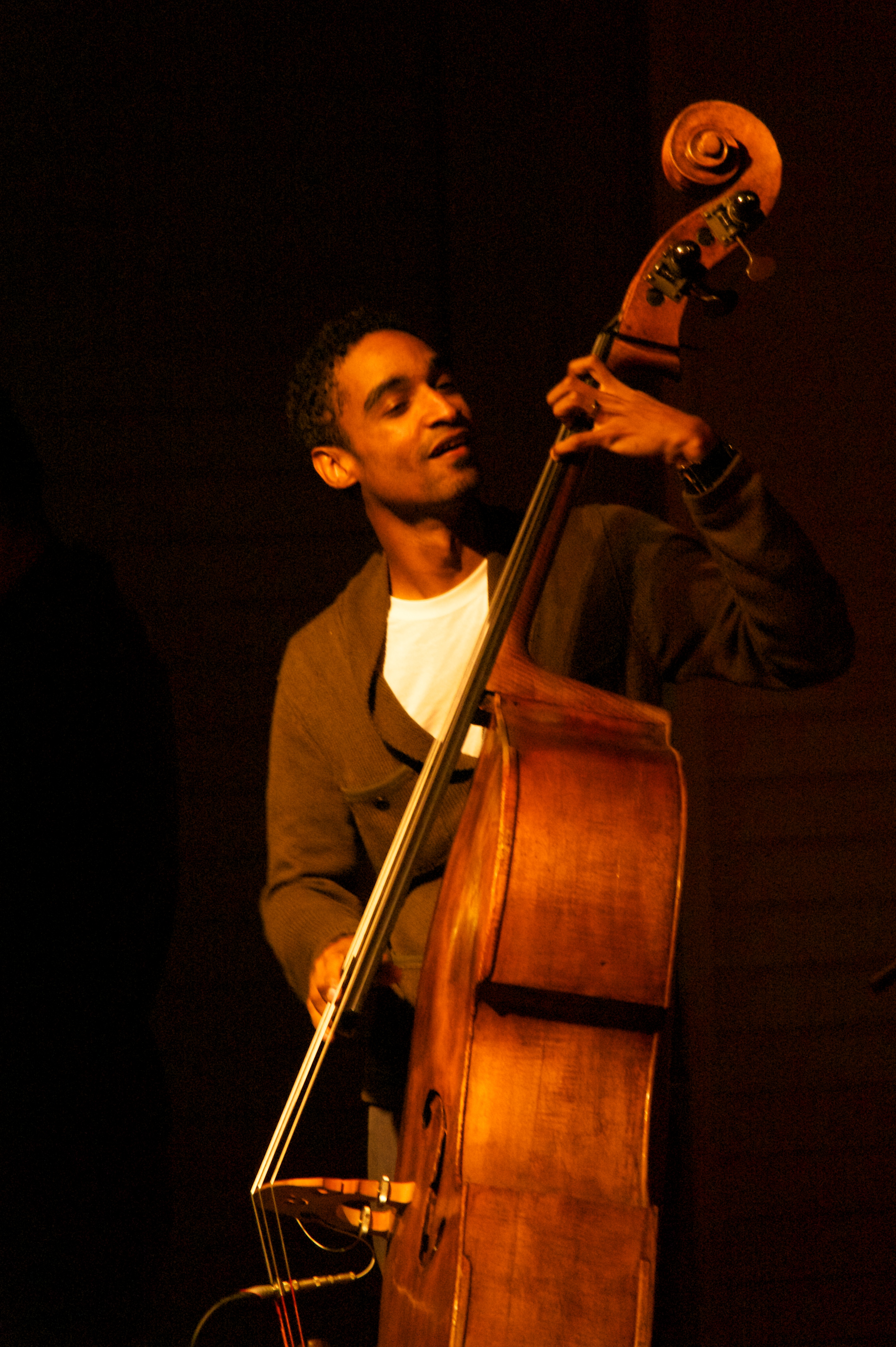
Kris Funn 2010

- Christian Scott aTunde Adjuah: Axiom (Ropeadope RAD-600)[4]
  1. X. Adjuah [I Own the Night] – 9:52
  2. The Last Chieftain [for Big Chiefs Donald Harrison Sr. & Jr.] – 16:06
  3. Guinnevere – 10:53
  4. Songs She Never Heard – 9:39
  5. Sunrise in Beijing – 4:47
  6. Huntress [for Cara] – 9:17
  7. Incarnation [Chief Adjuah – Idi of the Xodokan] – 6:45
  8. West of the West – 15:54
  9. Diaspora – 5:49
  10. Introductions – 0:38
  11. Guinnevere [alt take] – 12:30
  12. The Last Chieftain [for Big Chiefs Donald Harrison Sr. & Jr.] [alt take] – 16:17

Die LP-Ausgabe enthält nicht die Titel The Last Chieftain [for Big Chiefs Donald Harrison Sr. & Jr.], Huntress [for Cara], Incarnation [Chief Adjuah - Idi of the Xodokan] sowie die beiden Alternative Takes.

## Rezeption
Jim Hynes schrieb im Glide Magazine, dieses Album biete ein atemberaubendes Set, das sein Stretch-Music-Konzept zeige, das seine Centennial Trilogy (2017) charakterisierte, und jenes Konzept, das auf sein 2012 selbstbetiteltes Album für Concord zurückgeht – eine Vision von Genreblindheit im Ton. Es sei die Kombination aus den einnehmenden, jenseitigen Klängen des Bandleaders, der Mischung der Front-Line-Spieler und der treibenden Perkussion, insbesondere der von Braimah, die den Sound dieser Band einzigartig mache, lobte Hynes.

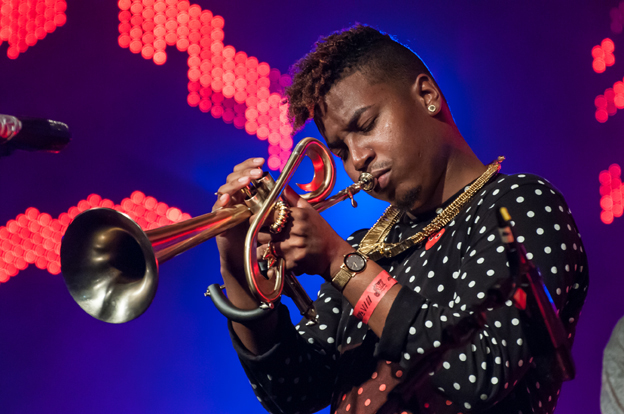
ChristianScott.2013

Nach Ansicht von Rob Shepherd (Post Genre) stellen Menschen zunehmend die Entscheidungen in Frage, wenn die Welt aus ihrer sozialen Quarantäne wieder auftaucht. Dies beziehe sich nicht nur darauf, wie Individuen miteinander interagieren, sondern auch darauf, wie sie sich immateriellen Konzepten wie Kunst nähern. Axiom sei ein brauchbarer Führer in diesen Denkprozessen. Es schlägt eine neue Herangehensweise an den Klang vor, die noch weniger durch starre Kategorien definiert sei, so der Autor. Stattdessen baue es auf der Theorie auf, dass, wenn das zugrunde liegende musikalische Konzept von Wert ist, alles, was sich daraus ergibt, gleichermaßen würdig sein muss. In der Zwischenzeit gebe es viel zu beachten.
Michael J. West schrieb in Daily Bandcamp, obwohl die Aufnahmen des Trompeter-Komponisten Christian Scott aTunde Adjuah durch ihre Innovation und Raffinesse herausragten, hätten sie mittlerweile auch ein immer schwereres Produktionselement, das eine gewisse Distanz zwischen Musik und Hörer schaffen kann. Bei Live-Alben, insbesondere im Jazz, gehe es jedoch darum, diese vierte Wand zu durchbrechen - aber die meisten schwingen nicht die Art von Abrissbirne, wie Axiom dies tue. So sei die Musik direkt und unverdünnt. Selbst die zärtlichsten Momente wie Lawrence Fields’ Klavier in The Last Chieftain und Elena Pinderhughes’ Flöte in Diaspora hätten eine erstaunliche Dringlichkeit. Bei Axiom gehe es jedoch nicht nur um Energie, sondern auch um Ausdruckskraft, so der Autor. „In Adjuahs Musik geht es sowohl um die Qual als auch um die Ekstase der afroamerikanischen Erfahrung, aber in jedem Fall zieht sich ein Streifen Pathos durch. In dieser Nacht fühlt sich dieser Streifen wie eine Landebahn an, auf der Emotionen nachlassen können.“
Phil Freeman wählte das Album in Stereogum als eine der besten Neuveröffentlichungen des Monats aus und lobt vor allem die Version von Guinnevere, dem Lied von Crosby, Stills and Nash.  Diese Band verwandle es in einen epischen, fast elfminütigen Jam, der klassischen Jazz-Rock der späten 1960er Jahre mit dem eiskalten Trap-Jazz verbindet, der Scotts Markenzeichen ist. Andrian Kreye (Die Zeit) meinte, dass diese Album „enorme Wucht“ entwickele; es ist für ihn eines der wichtigen Jazzalben des Jahres.

## Grammy-Nominierung
Guineverewurde in der Kategorie Bestes improvisiertes Jazz-Solo für die Grammy Awards 2021 nominiert. Ebenso wurde das Album in der Kategorie Bestes zeitgenössisches Instrumentalalbum (Best Contemporary Instrumental Album) nominiert.